# عصوية ذهبية جذر-فولية سودانية
عصوية ذهبية جذر-فولية سودانية (الاسم العلمي: Chryseobacterium arachidiradicis) هي نوع من البكتيريا، سلبية الغرام، تتبع جنس عصوية ذهبية.